# Episodi di S.W.A.T. (serie televisiva 2017) (terza stagione)
La  terza stagione della serie televisiva S.W.A.T., composta da 21 episodi, è stata trasmessa in prima visione assoluta negli Stati Uniti d'America sul canale CBS dal 2 ottobre 2019 al 20 maggio 2020.
In Italia la stagione è stata trasmessa in prima visione assoluta su Rai 2 dal 12 settembre al 19 dicembre 2020 (eccetto il 31 ottobre, quando al posto della serie è andato in onda il film Il nome della rosa per ricordare Sean Connery scomparso il giorno stesso).
| n° | Titolo originale  | Titolo italiano      | Prima Tv USA     | Prima Tv Italia   |
| -- | ----------------- | -------------------- | ---------------- | ----------------- |
| 1  | Fire in the Sky   | Cielo di fuoco       | 2 ottobre 2019   | 12 settembre 2020 |
| 2  | Bad Faith         | Malafede             | 9 ottobre 2019   | 12 settembre 2020 |
| 3  | Funny Money       | Passi falsi          | 16 ottobre 2019  | 19 settembre 2020 |
| 4  | Immunity          | Intoccabile          | 23 ottobre 2019  | 19 settembre 2020 |
| 5  | The LBC           | Long Beach           | 30 ottobre 2019  | 26 settembre 2020 |
| 6  | Kingdom           | Il Regno             | 6 novembre 2019  | 26 settembre 2020 |
| 7  | Track             | Corsa ai soldi       | 13 novembre 2019 | 3 ottobre 2020    |
| 8  | Lion's Den        | Nella tana del leone | 20 novembre 2019 | 3 ottobre 2020    |
| 9  | Sea Legs          | Le mani sinistre     | 27 novembre 2019 | 10 ottobre 2020   |
| 10 | Monster           | Il mostro            | 11 dicembre 2019 | 10 ottobre 2020   |
| 11 | Bad Cop           | Poliziotto cattivo   | 15 gennaio 2020  | 17 ottobre 2020   |
| 12 | Good Cop          | Poliziotto buono     | 22 gennaio 2020  | 17 ottobre 2020   |
| 13 | Ekitai Rashku     | Missione Tokio       | 29 gennaio 2020  | 24 ottobre 2020   |
| 14 | Animus            | Io non ho paura      | 4 marzo 2020     | 7 novembre 2020   |
| 15 | Knockout          | Al tappeto           | 11 marzo 2020    | 14 novembre 2020  |
| 16 | Gunpowder Treason | A prova di bomba     | 18 marzo 2020    | 21 novembre 2020  |
| 17 | Hotel L.A.        | Hotel L.A.           | 25 marzo 2020    | 28 novembre 2020  |
| 18 | Stigma            | Uno di noi           | 8 aprile 2020    | 4 dicembre 2020   |
| 19 | Vice              | La lista nera        | 22 aprile 2020   | 5 dicembre 2020   |
| 20 | Wild Ones         | Scacco matto         | 29 aprile 2020   | 12 dicembre 2020  |
| 21 | Diablo            | El Diablo            | 20 maggio 2020   | 19 dicembre 2020  |

## Cielo di fuoco
- Titolo originale: Fire in the Sky
- Diretto da: Billy Gierhart
- Scritto da: Michael Jones-Morales

### Trama
Il team SWAT collabora con la tenente Piper Lynch, un'alta funzionaria della Divisione Hollywood della polizia di Los Angeles alla quale successivamente il Sindaco assegna un incarico di supervisione/consulente, per fermare un bombarolo seriale che usa i droni come dispositivi di detonazione. Inoltre, proprio mentre Hondo assume la tutela legale dell'adolescente Darryl, la sua vita familiare diventa più complicata quando suo padre rientra inaspettatamente nella sua vita: i due tornano dal viaggio in Australia e lo trovano in casa, e lui spiega che starà lì finché non troverà una sistemazione. Street si offre volontario per aiutare Molly Hicks (che lui ha conosciuto nella precedente stagione e dalla quale è attratto) a risolvere una controversia di violenza domestica riguardante una sua cliente (infatti Molly lavora come avvocato pro-bono).
- Guest star: Laura James (Molly), Eian O'Brien (Westerly), Mark Dippolito (Wade), Izzy Diaz (Walter), David Alvarez (Chico V), Tim Dezarn (Brewster), Chuck McCollum (Colonnello Browning), Aline Elasmar (Jaslynn), Ryan Dorsey (Greg), Janna Bossier (Iris), John Yang Li (sopravvissuto), Tessa Munro (Meg)
- Ascolti USA: telespettatori 4 030 000[3]
- Ascolti Italia: telespettatori 1 007 000 – share 5,30%[4]

## Malafede
- Titolo originale: Bad Faith
- Diretto da: Marc Roskin
- Scritto da: Kent Rotherham

### Trama
La tenente Lynch attira l'attenzione sulla squadra della SWAT quando il sindaco la incarica di effettuare una revisione dipartimentale del team proprio mentre inseguono una pericolosa e instabile fuggitiva, moglie del leader di una famigerata setta apocalittica. Nel frattempo Luca chiede al team di investire nel suo nuovo progetto: un food truck guatemalteco.
- Guest star: Cathy Cahlin Ryan (Wendy), Michael Marc Friedman (sergente Becker), Rebecca Tilney (Pam), Robert Rusler (Moretti), Rebecca Wisocky (Ruth), Colt D. McLean (Ben), Danny Hamouie (Dylan), Ellie Bensinger (Nicole), Melissa Saint-Amand (Vega), Kelly Blatz (Kai), Blanca Araceli (Xiomara), Jessica Edmonds (Bernice), Kimberly Dooley (infermiera Miller), Steven Allerick (guardia), Chris Reed (Gus), Gustavo Reza (operaio), Kaitlyn Jenkins (Jasmine), Tim Fox (Josh).
- Ascolti USA: telespettatori 3 730 000[5]
- Ascolti Italia: telespettatori 1 049 000 – share 5,70%[4]

## Passi falsi
- Titolo originale: Funny Money
- Diretto da: Alrick Riley
- Scritto da: Alison Cross

### Trama
I membri della SWAT sono furiosi con la tenente Lynch quando quest'ultima li costringe a partecipare ad un'operazione sotto copertura per catturare una banda locale che stampa denaro contraffatto; il problema è che non viene concesso abbastanza tempo per prepararsi per la missione. Inoltre le tensioni a casa di Hondo aumentano mentre il rapporto teso tra i suoi genitori peggiora. Street inizia ad uscire con Molly.
- Guest star: Obba Babatundé (Daniel Harrelson, Sr), Debbie Allen (Charice Harrelson), Deshae Frost (Darryl), Otis "Odie" Gallop (sergente Stevens), Laura James (Molly Hicks), Shane Kaufman (Adam), Adam Chambers (Corbett), Mike Seal (Gomez), Raymond Forchion (Marcus), Daniel Steven Gonzalez (Rivera).
- Ascolti USA: telespettatori 3 560 000[6]
- Ascolti Italia: telespettatori 1 135 000 – share 5,60%[7]

## Intoccabile
- Titolo originale: Immunity
- Diretto da: Jann Turner
- Scritto da: Michael Gemballa

### Trama
La famiglia di Deacon viene presa di mira da un cartello della droga quando lui e il team SWAT tentano di arrestare il capo, un ex leader delle forze ribelli della Colombia che spaccia droga in bella vista attraverso un mercato dei fiori locale. Il criminale risulta difficile da arrestare poiché risulta sul libro paga come informatore della CIA; Deacon è costretto a mettere la moglie e i figli sotto protezione della SWAT finché il pericolo non è passato. Inoltre Hondo riceve notizie preoccupanti riguardo a suo padre (che potrebbe avere un tumore ai polmoni), e Tan è costretto a fare una segnalazione alla Commissione Disciplinare del Dipartimento, e ad essere interrogato, a causa di caramelle alla cannabis lasciate dalla sua ragazza sul tavolo della cucina dopo una festa (che entrambi hanno inavvertitamente mangiato). Fortunatamente non ci saranno conseguenze, e lui viene reintegrato.
- Guest star: Obba Babatundé (Daniel Harrelson), Lou Ferrigno, Jr. (Rocker), Bre Blair (Annie Kay), Deshae Frost (Darryl), Otis "Odie" Gallop (sergente Stevens), Amanda Lowe-Oadell (Lila Kay), Stefan K. Clark (Matthew Kay), Karissa Lee Staples (Bonnie), Michael Reilly Burke (agente CIA Devereaux), Jay Santiago (Murido), Luis Deveze (Yerry), Shelley Robertson (Carrasco), Cory Tucker (McReady), Darius De La Cruz (Joe).
- Ascolti USA: telespettatori 3 760 000[8]
- Ascolti Italia: telespettatori 1 165 000 – share 5,80%[7]

## Long Beach
- Titolo originale: The LBC
- Diretto da: Lin Oeding
- Scritto da: Aaron Rahsaan Thomas

### Trama
Street riallaccia i rapporti con suo fratello adottivo Nate per ottenere informazioni in un'indagine congiunta tra SWAT e il dipartimento di polizia di Long Beach su un arsenale di fucili d'assalto rubati. Inoltre Hondo si trova in disaccordo con suo padre per il peggioramento della sua salute (le analisi confermano che ha un tumore ai polmoni), e perché sembra che non gli importi di morire. Luca è sopraffatto quando l'intera squadra decide di investire nel suo camion di cibo, anche se poi Tan si tira indietro perché ha deciso di utilizzare i soldi per comprare l'anello di fidanzamento per Bonnie.
- Guest star: Obba Babatundé (Daniel Harrelson, Sr), Deshae Frost (Darryl), Gabrielle Dennis (Brianna), Cory Hardrict (Nate), Jared Ward (detective Branson), Lovensky Jean-Baptiste (Isaac), Dalia Phillips (Tamika), Jason Huber (Cyfort), Veena Bidasha (dottore Cunningham), Eileen Grubba (Pam), James C. Burns (Ed Hawks), Leif Gantvoort (Upton).
- Ascolti USA: telespettatori 3 430 000[9]
- Ascolti Italia: telespettatori 1 131 000 – share 5,00%[10]

## Il Regno
- Titolo originale: Kingdom
- Diretto da: David Rodriguez
- Scritto da: Sarah Alderson

### Trama
Gli Harrelsons si ritrovano in una tesa riunione di famiglia quando Winnie, la sorella maggiore di Hondo, arriva a Los Angeles per vedere il loro padre malato dopo anni dall'ultima volta. Inoltre la squadra SWAT cerca un attivista per i diritti umani del Medio Oriente che è stato rapito. Il business del food truck di Luca incontra un intoppo. Street si preoccupa che uscire con la figlia di Hicks, Molly, potrebbe avere un impatto negativo sulla sua carriera.
- Guest star: Obba Babatundé (Daniel Harrelson, Sr), Lou Ferrigno Jr. (Rocker), Gabrielle Dennis (Brianna Harrelson), Laura James (Molly Hicks), Otis "Odie" Gallop (sergente Stevens), April Parker Jones (Winnie Harrelson), Blanca Araceli (Xiomara), Yasmine Al-Bustami (Amina), Robert Catrini (Wardlow), J. Rene Pena (Mayor), Dan Wells (Willert), Rocky McMurray (capitano), Sir Brodie (Harbor Master), Said Faraj (Malik), Sissi Kal (Noor), Medhi Merali (Kareem).
- Ascolti USA: telespettatori 3 840 000[11]
- Ascolti Italia: telespettatori 1 211 000 – share 5,50%[10]

## Corsa ai soldi
- Titolo originale: Track
- Diretto da: Batan Silva
- Scritto da: Robert Wittstadt

### Trama
La squadra SWAT (senza Luca che è in congedo dopo l'infortunio all'anca dell'estate precedente) cerca dei ladri in fuga con una lancia termica ad alta tecnologia che può tagliare quasi tutto. Per trovare i ladri la SWAT lavora per identificare il loro obiettivo. Inoltre Chris affronta uno squilibrio nella sua relazione con Kira e Ty, rendendosi conto di tenere più a lei che a lui; parlando con Kira, quest'ultima afferma di ricambiare i suoi sentimenti ma, quella sera a casa, Chris li trova alle prese con la disposizione degli invitati al ricevimento nuziale; Kira le dice che vuole comunque sposare Ty, e Chris ci resta male. Street organizza una cena fuori con Molly (con cui è già uscito due volte), e decide di informare Hicks che si stanno frequentando, per non rischiare ripercussioni nel caso quest'ultimo lo scoprisse da solo. A inizio episodio, Hondo resta coinvolto in un incidente stradale e, nel soccorrere l'automobilista, fa la conoscenza di Nichelle, una donna affascinante che gestisce un centro sociale per ragazzi in difficoltà, dalla quale è colpito.
- Guest star: Lou Ferrigno, Jr. (Rocker), Laura James (Molly Hicks), Claire Coffee (Kira), Daniel Lissing (Ty), Michael Marc Friedman (sergente Becker), Nathan Wallace (Raines), Dylan John Seaton (Cyrus), Patrick Gallagher (Wally), Sushana Watkis (Colby), Link Ruiz (Kendrick), David Joyner (Leon), Cheryl Tsai (agente Andrea), Carlos Arellano (capo della sicurezza John Custer), Travis Johns (capo dei box della pista Ron), Lisa Donahey (Manager Pam), C.J. Lindsey (guardia della pista #1), Jonathan Cousens (autista del trasporto auto).
- Ascolti USA: telespettatori 3 090 000[12]
- Ascolti Italia: telespettatori 1 188 000 – share 5,20%[13]

## Nella tana del leone
- Titolo originale: Lion's Den
- Diretto da: Billy Gierhart
- Scritto da: Munis Rashid

### Trama
La SWAT è impegnata in trattative serrate con una famiglia che prende in ostaggio un'ufficiale locale poiché viene sfrattata dalla loro casa a causa della costruzione di un nuovo auditorium; Hicks si offre di "scambiarsi" con l'agente ferito per prendere tempo e consentire al resto della squadra di elaborare un piano. Inoltre Hondo riflette sulle sue scelte di vita personali mentre aiuta suo padre con i problemi medici; il rapporto di Chris con Kira e Ty raggiunge un momento critico, tanto che Chris considera di rompere con loro.
- Guest star: Lou Ferrigno, Jr. (Rocker), Bre Blair (Annie Kay), Claire Coffee (Kira), Laura James (Molly Hicks), Otis "Odie" Gallop (sergente Stevens), Rochelle Aytes (Nichelle), Justin James Farley (Dixon), Veena Bidasha (dottore Cunningham), Brian Oblak (capitano Evans), John Jenkinson (Geoff), Dan Warner (Jenkins), Kikéy Castillo (Lupe), Germain Arroyo (Miguel), Ruben Garfias (Pablo), Hank Northrop (Raleigh), Jose Pablo Cantillo (Ricardo), Angela Fornero (agente Tems #1).
- Ascolti USA: telespettatori 3 760 000[14]
- Ascolti Italia: telespettatori 1 214 000 – share 5,50%[13]

## Le mani sinistre
- Titolo originale: Sea Legs
- Diretto da: Greg Beeman
- Scritto da: Craig Gore

### Trama
La squadra SWAT unisce le forze con la Divisione Crimine Organizzato di Los Angeles per recuperare un'ufficiale rapita dopo che la sua copertura è saltata durante un'operazione, fallita, per smantellare un traffico di esseri umani. Chris ha difficoltà a confortare i genitori dell'agente quando le viene impedito di fornire loro alcuni dettagli delle indagini.
- Guest star: Jackson Hurst (Sikora), Otis "Odie" Gallop (sergente Stevens), Cathy Cahlin Ryan (Wendy), Michael Marc Friedman (sergente Becker), Malaya Rivera Drew (Trisha), Aleksandra Genova (Juliana), Dimiter D. Marinov (George), Ilka Urbach (Lexi), Eliza Bonev (Danika), Kevin Fonteyne (Varga), Zoran Radanovich (Petavich), Jenna Lyng Adams (Ava), James Thomas Gilbert (Bartender), Adam Gregor (Boros), David Piggot (Jovan), Patrick Gorman (Old Waster), Pablo Espinosa (sceriffo Perry).
- Ascolti USA: telespettatori 5 230 000[15]
- Ascolti Italia: telespettatori 1 243 000 – share 5,40%[16]

## Il mostro
- Titolo originale: Monster
- Diretto da: Guy Ferland
- Scritto da: A.C. Allen

### Trama
Il compito della SWAT è di fornire protezione ad un ex signore della guerra somalo ricercato per crimini di guerra, minacciato da assassini determinati a eliminarlo prima che venga estradato alla Corte Penale Internazionale. Il padre di Hondo cerca di instaurare un rapporto con l'ex moglie, madre di Hondo. Il fratello adottivo di Street, Nate, chiede il suo aiuto a causa del suo capo, un trafficante di droga. Deacon cerca con riluttanza un terapista adatto per sua figlia Lila, per aiutarla a elaborare il trauma della sparatoria a cui ha assistito.
- Ascolti USA: telespettatori 4 810 000[18]
- Ascolti Italia: telespettatori 1 252 000 – share 5,50%[16]

## Poliziotto cattivo
- Titolo originale: Bad Cop
- Diretto da: Ben Hernandez Bray
- Scritto da: Andrew Dettmann

### Trama
Street è diviso tra il suo dovere nei confronti della SWAT e il suo impegno nei confronti del fratello adottivo Nate, quando quest'ultimo finisce immischiato in un giro di traffico di droga, successivamente viene costretto a commettere un crimine che potrebbe rovinarli entrambi. Inoltre la squadra SWAT indaga su una banda spietata dotata di un equipaggiamento militare che intraprende azioni violente mentre ruba dai casinò. Buck e Deacon collaborano per un secondo lavoro di sicurezza privata.
- Guest star: Louis Ferreira (Buck Spivey), Cory Hardrict (Nate), Michael Marc Friedman (sergente Becker), Jon Collin Barclay (Barber), Janeline Condez Hayes (Ashley), Nicole Fong (Game Host), Kila Packett (Harden), Aisha Lomax (custode parcheggio), Veronica Wylie (Rachel), Rickey Eugene Brown (Rollins), David Gallagher (Sawyer), Isiah Adams (Vincent), David Proffitt (Wymer), Soma Mitra (cassiera), Todd Cahoon (Ludlow), Andre Pitre (guardia di sicurezza).
- Ascolti USA: telespettatori 3 660 000[19]
- Ascolti Italia: telespettatori 1 165 000 – share 4,80%[20]

## Poliziotto buono
- Titolo originale: Good Cop
- Diretto da: Guy Ferland
- Scritto da: Matthew T. Brown

### Trama
Hondo e il team SWAT si radunano per sostenere Street quando mette la sua vita in gioco per aiutare il fratello adottivo Nate a staccarsi da un giro di droga; purtroppo quest'ultimo verrà ucciso dal suo capo, che si scoprirà essere anche il gestore del traffico.
- Guest star: Cory Hardrict (Nate), Todd Stashwick (Nolan), Laura James (Molly Hicks),  Otis "Odie" Gallop (sergente Stevens), Jon Collin Barclay (Barber), Bryan Adrian (Bryant), Steve Humphreys (Erik), Todd Cahoon (Ludlow), Poonam Basu (Hawxhurst), Anthony Fanelli (Beale), Carlos E. Campos (Brett).
- Ascolti USA: telespettatori 3 390 000[21]
- Ascolti Italia: telespettatori 1 168 000 – share 4,90%[20]

## Missione Tokio
- Titolo originale: Ekitai Rashku
- Diretto da: Billy Gierhart
- Scritto da: Craig Gore

### Trama
Hondo, Deacon, Tan e il comandante Hicks devono scortare un criminale estradato a Tokyo dove sfugge alla custodia locale. Questo comporta dover dare la caccia ad un uomo che vuole uccidere il criminale estradato, e abbattere un clan criminale locale. A Los Angeles il resto della SWAT cerca i contatti che il criminale ha coltivato mentre si nascondeva lì. Street si isola dalla squadra mentre soffre ancora per la morte del fratello adottivo Nate; i colleghi riabbracciano Luca, tornato dopo il congedo e un'operazione all'anca (anche se non può ancora andare sul campo). La relazione tra Hondo e Nichelle prosegue (alla fine dell'episodio fanno un "tour" di Tokyo su FaceTime), così come quella tra Street e Molly, la quale gli chiede di non allontanarla perché "stare insieme significa anche affrontare il dolore". Chris continua a cercare casa dopo aver lasciato l'appartamento che condivideva con Ty e Kira, e alla fine telefona a suo zio per domandargli ospitalità.
- Guest star: Laura James (Molly Hicks), Rochelle Aytes (Nichelle), Sonny Saito (Yoshida), Terry Maratos (Hines), Ryan Hurst (Terry Luca), Toshiji Takeshima (Nozawa), Yoshiro Kono (sergente Watanabe), Rila Fukushima (Rio), David Sakurai (Kenji), Emi Hatanaka (hostess giapponese), Hitoshi Masaki (uomo giapponese), Sachiyo K. (Madame Mitsu), Chandler Dean (Mikhal Jr.), Marilyn Tokuda (Minoko), Zoey Miyoshi (Junka), Mikhal Vega (Russian Mike), Reyn Doi (Takeshi), Johnny Fujikawa (agente Emori), Kenny Pollone (agente Sora), Junko Goda (Kiku), Tetsu Hirahara (Aoki), Sho Sato (Kitano), Yukiyoshi Ozawa (Sato), Miyu Yamashita (Akira), Shoko Nakajima (Klaw), Akio Jo (capitano Nozawa), Tomoki Miyamoto (membro clan Nozawa #1), Shoji Sagawa (membro clan Nozawa #2), Ken Goto (membro clan Nozawa #3).
- Ascolti USA: telespettatori 4 450 000[22]
- Ascolti Italia: telespettatori 1 292 000 – share 5,10%[23]

## Io non ho paura
- Titolo originale: Animus
- Diretto da: Hannelle M. Culpepper
- Scritto da: Michael Jones-Morales e Sarah Alderson

### Trama
Il team SWAT cerca un collegamento tra le vittime, apparentemente non connesse, di un tiratore solitario che prende di mira le donne, ed è costretto a scavare negli angoli più "oscuri" di Internet per trovarlo. Inoltre, Luca dà una mano in un'indagine quando un ragazzo del suo quartiere viene ucciso. La tenente Lynch propone a Chris di fare un'intervista su richiesta della Sindaca, ma lei inizialmente rifiuta, e in seguito le spiega il motivo: le rivela del sequestro avvenuto per strada a 14 anni da parte di una banda di ragazzi che l'avevano scambiata per un'altra, l'avevano rinchiusa in un furgone e stuprata per parecchie ore prima di accorgersi dello sbaglio; lei è riuscita a confessarlo alla famiglia solo recentemente, ma non alla squadra, che quindi lo verrebbe a sapere dall'intervista, e Chris teme che potrebbero guardarla in modo diverso. Alla fine comunque decide di concedere l'intervista, Hondo rincontra casualmente Nia Wells, la Vice Procuratore con cui era stato brevemente l'anno precedente (seconda stagione), e raggiunge un punto cruciale nella sua relazione con Nichelle, realizzando di volerla rendere "seria".
- Guest star: Rochelle Aytes (Nichelle), Nikiva Dionne (Nia Wells), Rebecca Field (Annabeth), Charlie Bodin (Chad), David Rees Snell (detective Burrows), Steve Louis Villegas (Marcos), Bryan Emmanuel Rubio (Big Roy), Frank Bond (detective Barker), Eliza Shin (Maria), Maggie Budzyna (Raquel), Alexis Simpson (EMT), Joseph Dixon (Dave), Abigail Klein (Liz), Kenny Cooper (guardia di sicurezza #1), Leshay Tomlinson (Dottore Raine), Hope Brown (capo della sicurezza), Michelle Castillo (organizzatrice di eventi), Nanrisa Lee (giornalista), Courtney Friel (commentatore).
- Ascolti USA: telespettatori 3 470 000[24]
- Ascolti Italia: telespettatori 1 386 000 – share 5,00%[25]

## Al tappeto
- Titolo originale: Knockout
- Diretto da: Billy Gierhart
- Scritto da: A.C. Allen e Kent Rotherham

### Trama
Il secondo lavoro di Deacon nella sicurezza privata lo porta a fare la guardia del corpo di un pugile ad un incontro di boxe di alto profilo. La situazione diventa difficile quando la squadra SWAT deve risolvere il caso di rapimento della moglie incinta del pugile. Inoltre, Darryl diventa frustrato dalla sua mancanza di diritti paterni (essendo minorenne e con precedenti penali) per quanto riguarda suo figlio neonato (alla fine dell'episodio, Hondo si offre di aiutarlo ad ottenere di vederlo) e Tan si prepara a presentare la sua ragazza Bonnie alla madre, informandola della sua intenzione di chiederle di sposarlo (finora aveva rimandato le presentazioni poiché a proprio parere la madre ha sempre preferito il fratello Jacob a lui); l'incontro tra le due è un successo. Luca prosegue la riabilitazione per tornare sul campo.
- Guest star: Obba Babatundé (Daniel Harrelson), Deshae Frost (Darryl), Louis Ferreira (Buck Spivey), Bill Bellamy (Jackie Shaw), Bailey Chase (Owen Bennett), Karissa Lee Staples (Bonnie), Laila Ali, J. Kareem Grimes (Little Red), Carlos Arrechea (Torres), Andrea Cortés (Esther), Norm Nixon (giornalista sportivo), Susan Chuang (Fei), Adi Spektor (Barkov), David Huey (Annunciatrice), David Kency (guardia del corpo), Al Marchesi (Evelio), Johnny Kostrey (Ivan), Ashlee Brian (Maxwell), Marko Janković (Nico), Keitrell Hamilton (One Niner), Courtney Nichole (Taren), Chance Michael (Teenager), Loren Escandon (agente cubano), Jack Reiss (arbitro).
- Ascolti USA: telespettatori 4 190 000[26]
- Ascolti Italia: telespettatori 1 360 000 – share 5,00%[27]

## A prova di bomba
- Titolo originale: Gunpowder Treason
- Diretto da: Paul Bernard
- Scritto da: Amelia Sims

### Trama
La ricerca di un adolescente rapito conduce la SWAT a un membro del Programma Protezione Testimoni e ad un gruppo politico estremista da decenni. Inoltre, Hondo e la sua ragazza, Nichelle, non sono d'accordo su un oratore ospite del suo centro per ragazzi, Luca teme di non essere fisicamente pronto per tornare sul campo e il Comandante Hicks si occupa di aiutare il figlio e una sua amica senzatetto, riallacciando così il rapporto con lui.
- Guest star: Rochelle Aytes (Nichelle), Sterling Beaumont (J.P.), Cliff Chamberlain (Powell), Ryan Bergara (Eric), Shane Madej (Ira), Dendrie Taylor (Frida), Elijah Nelson (Zane), Michael Filipowich (Cassata), Doug Savant (Mark)  Charles Maceo (ufficiale Sallen), Brielle Barbusca (Jenna), Nick Alvarez (Brian), Krishna Smitha (Kayla), Daphne Bloomer (Marshal Reid), Chanelle Wang (Medic Guo), Derek Dow (Farkrai), Selena Thurmond (Jamie).
- Ascolti USA: telespettatori 4 010 000[28]
- Ascolti Italia: telespettatori 1 300 000 – share 4,60%[29]

## Hotel L.A.
- Titolo originale: Hotel L.A.
- Diretto da: Laura Belsey
- Scritto da: Alison Cross

### Trama
Il team SWAT deve proteggere un hotel pieno di civili dopo che una missione della task force congiunta con la Divisione Gang della LAPD è andata storta e i capi delle gang più pericolose della città si disperdono per l'edificio per trovare una via di fuga. Inoltre, gli sforzi di Luca per coordinare la missione della squadra sono pregiudicati quando suo fratello Terry, giornalista freelance, attraversa le linee di polizia per girare filmati ma si ritrova a soccorrere un poliziotto ferito nella sparatoria in corso tra le gang e la polizia.
- Guest star: Lou Ferrigno Jr. (Rocker), Louis Ferreira (Buck Spivey), Ryan Hurst (Terry Luca), Angela E. Gibbs (Baker), Mariella de la Mora (Ana), Christopher Bencomo (Raul), Brett Gipson (T.J.) Belle Adams (Crystal), Aaron Behr (Lenny), Mustafa Speaks (Cyrus), Laura Vallejo (Manuela), Zadran Wali (Sammy), Morgan Peter Brown (Russo), James Achille (Cory), John Curry (George), Randy Vasquez (detective Pineda), Leonard R. Garner, Jr. (portiere), Steven Stone (guardia di sicurezza).
- Ascolti USA: telespettatori 3 820 000[30]
- Ascolti Italia: telespettatori 1 291 000 – share 4,60%[31]

## Uno di noi
- Titolo originale: Stigma
- Diretto da: Billy Gierhart
- Scritto da: Ryan Keleher

### Trama
Hondo e il team SWAT accorrono in soccorso di Buck, il loro ex capo squadra, quando temono che abbia intenzione di farsi del male. I flashback rivelano la ricerca di Buck, che coincide con una delle missioni più brutali del team, poiché ogni membro del team riceve consulenza e discute le indicibili difficoltà mentali ed emotive inerenti al lavoro in SWAT.
- Guest star: Rochelle Aytes (Nichelle), Louis Ferreira (Buck Spivey), Cathy Cahlin Ryan (Wendy), David Rees Snell (detective Burrows), Bailey Chase (Owen Bennett), Angela E. Gibbs (Othella Baker), Kathleen Munroe (Alicia Baldwin), Eve Gordon (Jenny), Jo-Ann Pantoja (Gia), Melissa Brown (Eve), Kris Giacomazzi (Xander), Ashton Moio (Alex), Corbin Reinhardt (Aaron).
- Ascolti USA: telespettatori 3 850 000[32]
- Ascolti Italia: telespettatori 1 394 000 – share 5,10%[33]

## La lista nera
- Titolo originale: Vice
- Diretto da: Oz Scott
- Scritto da: Michael Gemballa e Matthew T. Brown

### Trama
La squadra della SWAT cerca un detenuto evaso, spacciatore di metanfetamine, che ha intenzione di uccidere Tan e tutti i membri della task force che avevano contribuito a metterlo in prigione sette anni prima (quando Tan lavorava nella Buoncostume). Alla chiusura del caso, lui fa la proposta di matrimonio a Bonnie (malgrado avesse smarrito l'anello durante la sparatoria), che accetta. Inoltre, Chris si trova faccia a faccia con la corruzione interna quando arresta un giovane che guidava ubriaco a cui viene concesso un pass gratuito per via del suo potente padre, nientemeno che il Vice Sindaco di Los Angeles. Una visita a sorpresa della sorella di Hondo, Winnie, mette sotto pressione la sua relazione con Nichelle, dovuta al ripensamento di Hondo di conoscere i genitori di lei ad una cerimonia di gala, e alla fine litigano (Winnie lo accusa di "avere paura" di impegnarsi seriamente in una relazione, e quindi allontana ogni donna ogni volta che la storia sembra diventare tale).
- Guest star: Karissa Lee Staples (Bonnie), Rochelle Aytes (Nichelle), April Parker Jones (Winnie), Jeff Blim (Emerson), Jack Schumacher (Jacob), Cassandra Blair (Guerra), Brett Weinstock (Hugh), Chelsea Mee (Jacinda), Brandon Brooks (McKenna), Evan Holtzman (Agente Kowalski), Jeff Marlow (Sheppard), Matt Roszak (Pope), Adam J. Harrington (Pronger), Liza Fernandez (Raquel), Mara Hernandez (Sadie).
- Ascolti USA: telespettatori 4 760 000[34]
- Ascolti Italia: telespettatori 1 402 000 – share 5,10%[35]

## Scacco matto
- Titolo originale: Wild Ones
- Diretto da: Cherie Dvorak
- Scritto da: Andrew Dettmann

### Trama
La SWAT insegue una coppia di ladri "alla Bonnie e Clyde", alla ricerca di un set di rari pezzi di una scacchiera di oltre mille anni del valore di milioni. Inoltre, Hondo e Darryl vengono sorpresi quando l'ex ragazza di quest'ultimo si presenta alla loro porta con il figlioletto per farglielo conoscere, ma Hondo, temendo che questa visita improvvisa possa diminuire ancora le possibilità di Darryl di appellarsi ai propri diritti paterni, informa il padre della ragazza, che arriva per riportarla a casa. Chris è ancora alle prese con la corruzione al Municipio; Lynch si offre di aiutarla, e alla fine riceve la notizia che il Vice Sindaco ha dato le dimissioni per occuparsi del problema di alcolismo del figlio. Luca affronta la sua paura di fallire la riqualificazione per tornare in campo mentre aiuta Kelly, la sua allieva, a superare l'audizione del provino della recita scolastica. Al termine dell'episodio, tutta la squadra assiste al secondo test di idoneità fisica di Luca, che raggiunge il risultato sperato. 
- Nota. La figlia della star della serie Kenny Johnson, Angelica Scarlet Johnson, ritorna nei panni di Kelly, l'allieva di Luca.
- Guest star: Obba Babatundé (Daniel Harrelson, Sr.), Deshae Frost (Darryl), Angelica Scarlet Johnson (Kelly), Jayda Berkmen (Tuana), Rebekah Graff (Harper), Aaron Schwartz (Beau), Ashlei Foushee (Heema), Marlon Young (Curtis), James Shanklin (vicesindaco Carter), J.F. Davis (Mitch), Richard Eick (Bobby), Demetrius Bridges (Richie), Dustin Green (poliziotto di spiaggia LAPD), Carin Chea (Celia), Juan Alfonso (Keith), Selena Anduze (Gemma), Alison Ball (Emily), Adam J. Harrington (Pronger), Max Giorgi (Damon), Mara Hernandez (Sadie).
- Ascolti USA: telespettatori 5 030 000[36]
- Ascolti Italia: telespettatori 1 641 000 – share 6,20%[37]

## El Diablo
- Titolo originale: Diablo
- Diretto da: Doug Aarniokoski
- Scritto da: Munis Rashid e Robert Wittstadt

### Trama
La SWAT cerca un gruppo di trafficanti di droga messicani, capeggiati dal famigerato "El Diablo", che si schiantano con un aereo in un sobborgo di Los Angeles e si disperdono, dopo che una missione congiunta con la DEA per fermare la spedizione è andata storta. Inoltre, Hondo si reca al centro sociale (dove sono in corso lavori di ristrutturazione) per tentare di fare ammenda di persona con Nichelle (che non risponde alle sue telefonate) a seguito della loro discussione, ma viene a sapere che lei è in viaggio per il Paese in visita ad altri enti no-profit. Luca prova ansia per il suo ritorno sul campo e Deacon esita quando gli viene chiesto di parlare della salute mentale a un gruppo di reclute, anche se poi accetta. Alla fine dell'episodio, Hondo riesce a parlare al telefono con Nichelle e a scusarsi, e lei gli dice di non essere né delusa né arrabbiata, ma di aver capito che loro due vogliono semplicemente cose diverse in questo momento, e che quindi una "pausa" farebbe bene ad entrambi.
- Guest star: Rochelle Aytes (Nichelle), Cathy Cahlin Ryan (Wendy), Chris L. McKenna (agente Simons), Hugo Carbajal (Blue Collar), Luis Carazo (El Diablo), Ramon Fernandez (Gold), Carlos Carrera (Hoodie), Nate Walker (Jeb), E. Ambriz DeColosio (Bobby), Thomas Roach (K-9 Handler), Liana Arauz (Maria), Josh Harp (Randall), Shin Ne Nielson (agente Willis), Karen Sours Albisua (Rosa), Mercy Malick (sergente Roberts), Fanny Veliz Grande (donna terrificante), Makeda Declet (Sybil), Brynn Horrocks (Wilma).
- Nota. Questo episodio "serve" come finale di stagione a causa della pandemia da Covid-19.[senza fonte]
- Ascolti USA: telespettatori 4 820 000[38]
- Ascolti Italia: telespettatori 1 358 000 – share 5,10%[39]